# João de Figueiredo Pereira de Barros

Brasão de João de Figueiredo Pereira de Barros, Barão de Fonseca.

João de Figueiredo Pereira de Barros, primeiro e único barão do Fonseca (? — ?), foi um nobre brasileiro.
Filho de  Joaquim José Gomes de Barros e Januária Maria Ferreira de Figueiredo, casou-se com Mariana Jacinta de Azevedo Castro.
Agraciado barão em 3 de abril de 1867, era oficial da Imperial Ordem da Rosa.